# Triftglasvinge
Triftglasvinge (Pyropteron muscaeformis) är en fjärilsart som först beskrevs av Eugen Johann Christoph Esper 1783.  Triftglasvinge ingår i släktet Pyropteron, och familjen glasvingar. Arten förekommer tillfälligt i Sverige, men reproducerar sig inte.